# 上杉憲賢
上杉 憲賢（うえすぎ のりかた）は、戦国時代の武将。深谷上杉家6代当主。

## 略歴
6代当主・上杉憲清の子として誕生した。現在の熊谷市久下にあった東竹院を再興した。
山内上杉家に属し、扇谷上杉家の滅亡後、武蔵国における上杉氏の勢力回復に努め、天文10年（1541年）に上野国新田金山城の横瀬泰繁を攻めた記録が残る。天文15年（1546年）、山内上杉家が河越城の戦いで敗れると北条氏康に誼を通じた。
家督は子・憲盛が継いだ。